# 유쿠시안 라이카

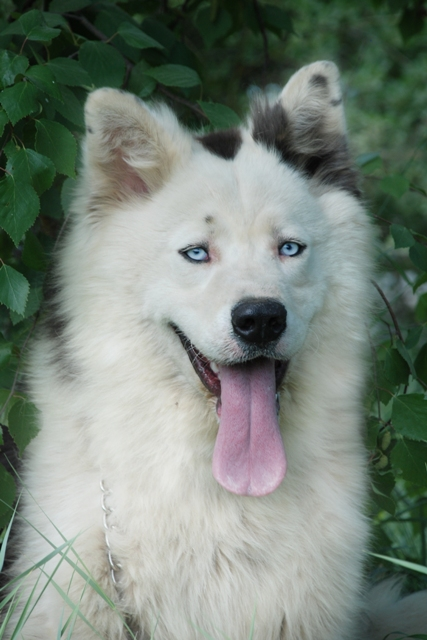

유쿠시안 라이카(Yakutian Laika, 러시아어: Якутская лайка)는 사하(야쿠티아) 공화국의 북극 해변에서 유래한 고대 사역견 품종이다. 유쿠시안 라이카는 순록을 몰고, 사냥하고, 썰매를 끌 수 있는 다양한 혈통을 지닌 다목적 라이카 (개 품종)이다. 2017년에는 러시아 켄넬 클럽(Russian Kennel Club), FCI 및 AKC 재단 주식 서비스(Foundation Stock Service)에 등록되었다.

## 같이 보기
- 야쿠트인